# John Worthington (teolog)
John Worthington, född 1618 i Manchester, död 1671 i London, var en engelsk teolog och filosof, känd som en av Cambridgeplatonikerna.